# Turismo en la Isla Reunión

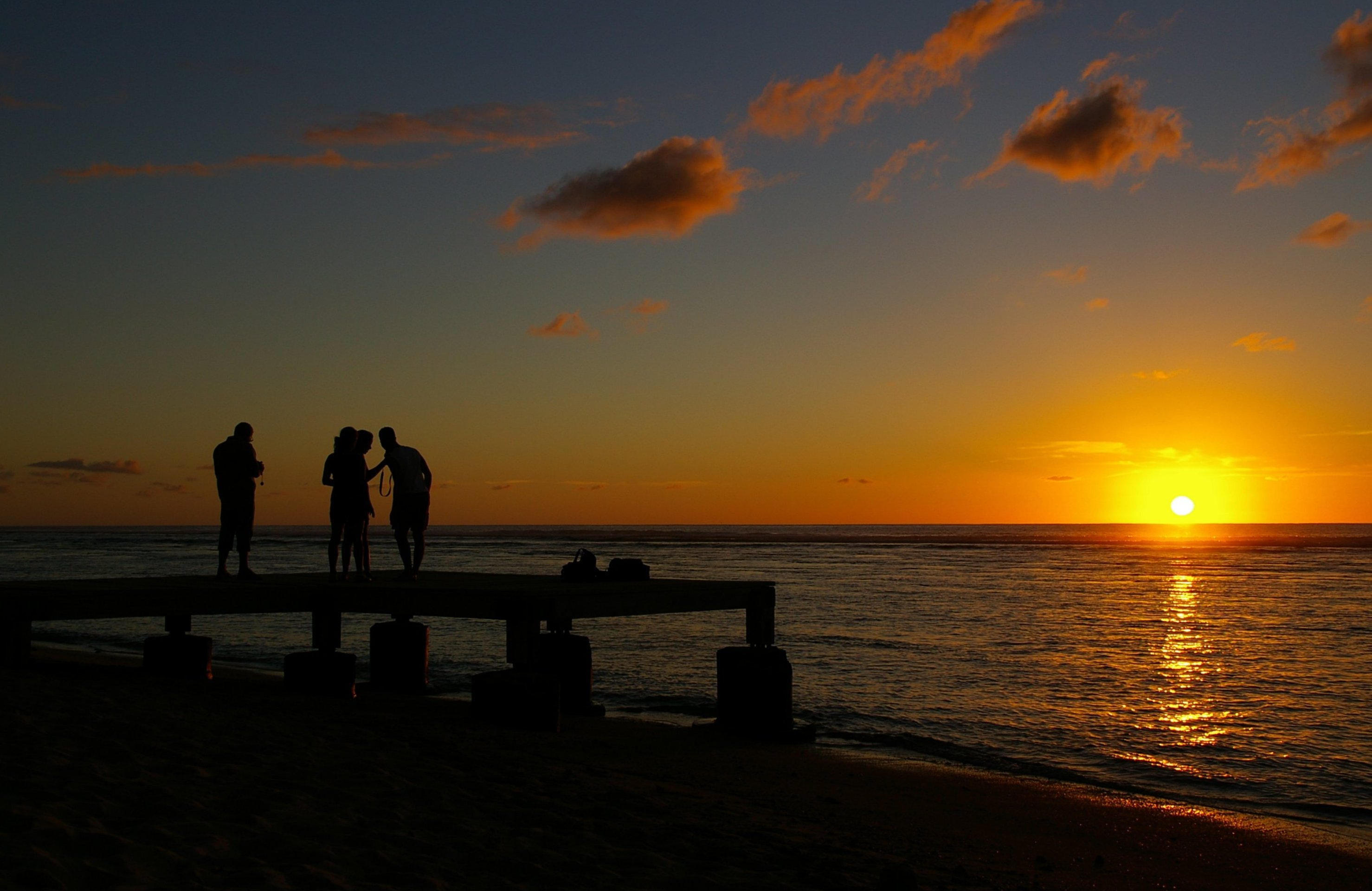
Turistas sacando fotos de la puesta del sol en la playa del Hermitage.

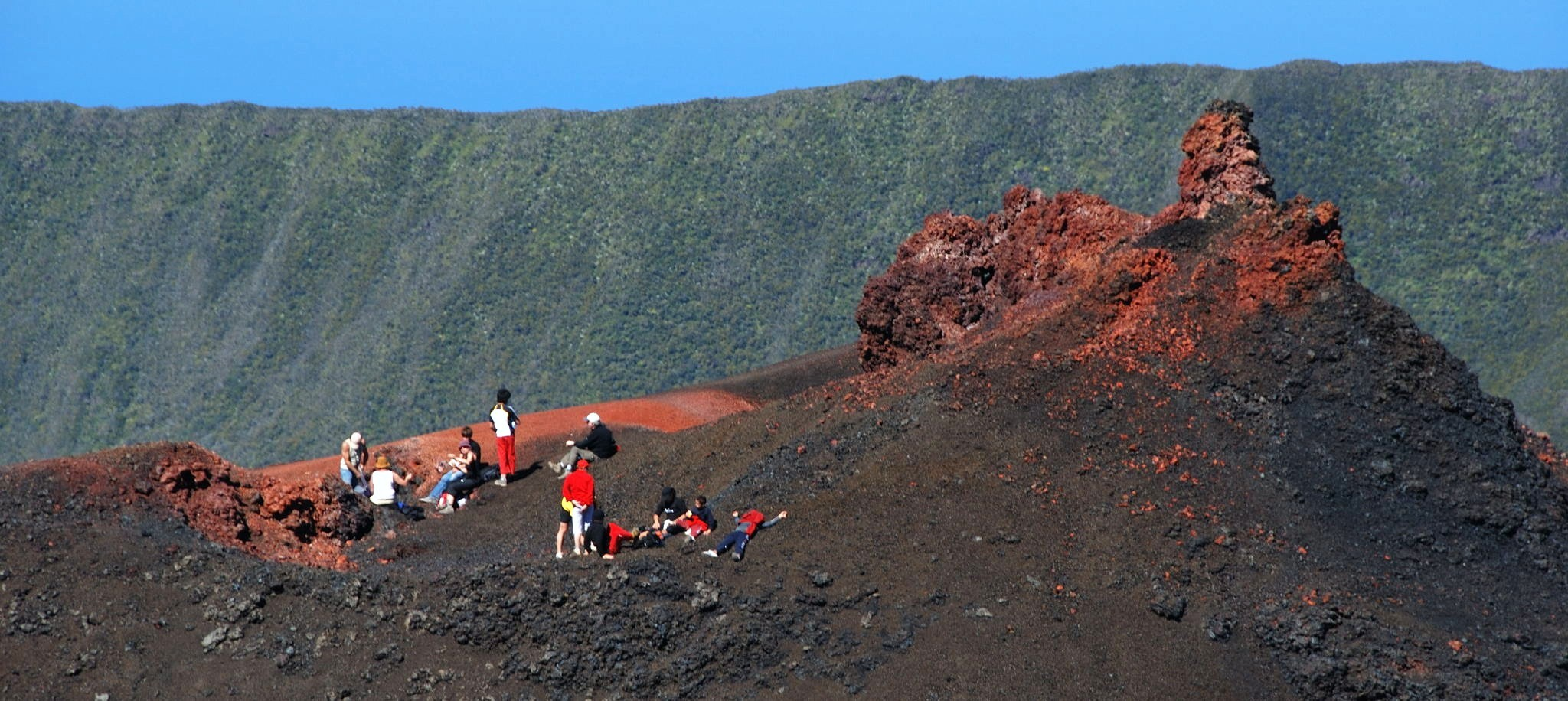
Senderistas en un cono volcánico de la isla Reunión.

El turismo es una actividad fundamental en la isla Reunión. Geográficamente perteneciente al grupo de las islas Mascareñas, en el suroeste del océano Índico, administrativamente constituye un departamento de ultramar o DOM francés y una región ultrapériférica de la Unión Europea.

## Historia

### Del descubrimiento a la departamentalización

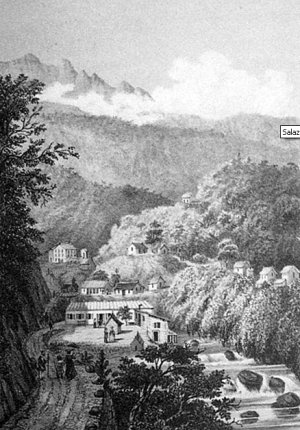
El camino a las termas de Salazie, a mediados del, Antoine Roussin, Album de la Réunion

Despoblada hasta mediados del siglo XVII, de difícil acceso hasta la aparición de la aviación comercial, la isla estuvo al margen de los circuitos turísticos durante mucho tiempo. Como escala en la ruta de las Indias, la entonces isla Borbón ya era visitada por marineros, comerciantes y exploradores, como es el caso del naturalista Jean-Baptiste Bory de Saint-Vincent. Prácticamente por azar, también el joven Charles Baudelaire pasó allí algunas semanas en 1841.
Los desplazamientos también resultaban problemáticos dentro de la propia isla: hasta la inauguración del tramo de ferrocarril entre Saint Denis y Saint Pierre en 1882, hacían falta casi dos días para viajar de la primera a la segunda. Solo los caminantes intrépidos realizaban la excursión de varios días para llegar al único volcán activo, el Piton de la Fournaise. Las familias criollas del oeste exploraban los paisajes de lugares más accesibles, pero todavía salvajes, como Bernica o la Ravine Saint-Gilles, a los que cantó Leconte de Lisle. Los paisajes y vistas de Reunión que eran más populares en la segunda mitad del siglo XIX se pueden ver reflejados en el Album de l’Île de la Réunion del pintor Antoine Roussin, publicado a partir de 1857 como una serie de fascículos.
El aprovechamiento de las aguas termales, también en el siglo XIX, da lugar a un nuevo turismo entre los sectores acomodados de la sociedad reunionesa; sus clientes se alojarán en el balneario de Hell-Bourg y, a partir de 1882, en Cilaos. Por su difícil acceso y sus pobres infraestructuras, no se logrará, en cambio, explotar provechosamente las aguas de una tercera localidad, Mafate-les-eaux.
Hasta mediados del siglo XX, la economía de la isla se basará en la caña de azúcar. En 1946, Reunión se convierte en departamento francés.

### De la departamentalización a la década de 1990
Los intercambios con la metrópoli se acentuaron, Francia enviaba funcionarios a Reunión y un número creciente de trabajadores reunioneses emigraban hacia el continente, dada la falta de oportunidades en su isla.
Tras el final de la Segunda Guerra Mundial, se establecieron líneas aéreas regulares que dejaron Reunión a solo tres días de viaje de la Francia europea.
En 1963, la isla solo disponía de cuatro hoteles para turistas y recibió 3.000 visitantes y aún en 1967, cuando el primer Boeing 707 aterriza en el aeropuerto de Gillot, Reunión mantiene cierta posición de retraso en los circuitos de turismo, especialmente en comparación con otros DOM.
Este retraso se debía, en parte, al hecho de ser un destino monopolizado por Air France y Air Madagascar y, si bien Club Méditerranée y Novotel se adentraron entretanto en el mercado turístico reunionés (en la primera mitad de la década de 1970 y en 1976, respectivamente), no fue hasta la desregulación del tráfico aéreo (1983-1986) y el fin del monopolio de Air France y la antigua UTA que esta industria se empezó a desarrollar espontáneamente.
En 1989, la isla se dotó de una estructura específica, el Comité de Turismo de la isla Reunión (CTR), y fue a lo largo de la década de 1990 cuando tuvo un verdadero desarrollo y llegó a convertirse en uno de los principales recursos de Reunión.

### 1990-2004: el granboomturístico

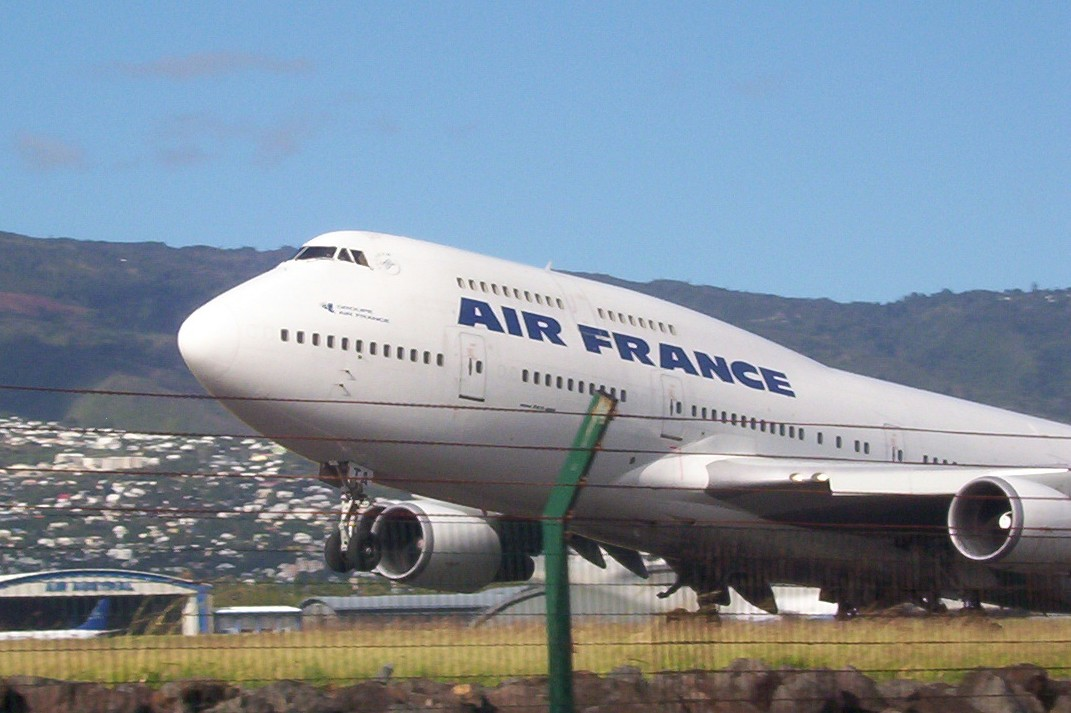
Avión jumbo de Air France despegando de la pista del Aeropuerto Roland Garros construida en la década de 1990.

El turismo, en un principio, se desarrolló sin que los reunioneses apenas lo supieran: en enero de 1998, a poco tiempo de que un segundo aeropuerto se abriera al tráfico aéreo en Saint-Pierre Pierrefonds, el observatorio de desarrollo de Reunión constataba que el grueso de la población era poco consciente del desarrollo del sector, en una época en que ya creaba un número significativo de puestos de trabajo y arrojaba una cifra de negocios anual de 1700 millones de francos, basada en las más de 370.000 personas que visitaban anualmente “la isla intensa”, como la llamó el CTR.
Más aún: en el año 2000, la cifra de negocios del turismo supera a la de la industria azucarera local y las autoridades deben decidir cuestiones tan importantes como la gestión del suelo o la articulación del turismo con la cultura local: cómo “ayudar al desarrollo sin destruir las bases del comercio, esto es, los paisajes y la cultura locales”.
Las propuestas de turismo empezaron a multiplicarse y, por ejemplo, en el oeste de la isla se abrieron varios apartoteles. También se lanzó, en 2001, la denominación de “pueblos criollos” (en francés, "villages créoles") por parte de varios municipios que pretendían realzar el patrimonio reunionés; así, de entre los quince pioneros de esta iniciativa, Bourg-Murat hablaba de su situación junto al volcán o Entre-Deux reivindicaba sus casas y cabañas criollas. Ya desde 1995 se había puesto en marcha un sello “Reunión calidad turismo” para recompensar los mejores servicios de alojamiento y restauración, creando un palmarés que, en 2002, ya aglutinaba 70 establecimientos diferentes. En estas iniciativas se subrayó la idea de comunicación, considerando que, para desarrollar el turismo, era prioritario dar a conocer la isla de Reunión y dar una imagen positiva de ella.
El balance de diez años de desarrollo es positivo para el turismo: Reunión acogía ya 426.000 turistas en 2002 y se clasificaba en el quinto puesto del ranking de destinos lejanos elegidos por los franceses metropolitanos. El turismo no se desarrolló de manera simétrica en toda la isla, estando muy dirigido hacia el norte y hacia las playas del oeste, lo que incentivó que municipios que aún participaban poco de esta industria, como Saint-Louis o Sainte-Suzanne, emprendieran iniciativas para atraer a los turistas de fuera y dentro de la isla·.
El gobierno francés también intervino para apoyar el turismo de ultramar, como en la campaña de 2003 “La Francia de los tres océanos”, mientras que el Instituto Nacional de Estadísticas y Estudios Económicos (INSEE, por sus siglas en francés) percibió un aumento de los ingresos por turismo en Reunión, pese a las tensiones internacionales en torno al tráfico aéreo. Más allá, una nueva compañía aérea con parte de capital reunionés, Air Bourbon, efectuaba sus primeros vuelos entre la isla y su metrópoli, tras unos comienzos difíciles.
Se emprendió una reflexión sobre el problemático impacto del turismo sobre el medio ambiente y, especialmente, del turismo interior, que también estaba en alza, gracias a la habilitación de espacios recreativos, caminos para el senderismo, áreas de pícnic, etc., todo lo cual comportaba una contaminación que no se había previsto.
No obstante, globalmente, la administración regional todavía era optimista en 2004, cuando publica su Esquema del desarrollo turístico de Reunión: la isla había acogido 430.000 turistas exteriores, generando 6.000 puestos de trabajo, “el 6’5% de la mano de obra total”·. En el mismo año, a iniciativa del CTR, la “isla intensa” participaba en el salón gay europeo Rainbow Attitude promocionándose como destino turístico gay friendly, apoyado por la creación del sitio web www.la-reunion-gayfriendly.org, en la línea de apuesta por el llamado “e-turismo” que defendía el CTR.
El turismo en Reunión aún afrontaba muchos retos, pero la administración regional los asumió como propios desde enero de 2005, al serle transferida esta competencia que antes era departamental. Apenas dos meses después de esta transferencia, la región se propuso rebasar el millón de turistas para 2020, para lo cual se preveía una serie de medidas, en el sentido de adaptar las infraestructuras de acogida de la isla para las personas discapacitadas o aprovechar una oleada de nuevos visitantes, más adinerados; particularmente, pensionistas.
En octubre del mismo 2005, Reunión ocupaba el sexto puesto como destino turístico entre los DOM y se asoció con la isla Mauricio para promover el archipiélago de las Mascareñas como destino turístico.
Es importante señalar la importancia que tienen, en el caso de Reunión, los llamados “turistas de afinidad”, es decir, aquellos que visitan el país para ver a amigos o familiares que residen en el

### 2005-06: La crisis
Los primeros indicios de la crisis aparecieron en el año 2005, con cifras que mostraban una caída en la actividad del turismo, que, según el INSEE, debía hacer frente a una competencia cada vez mayor. La crisis global afectó también a otros departamentos de ultramar, sin embargo, la de Reunión se atribuyó a un fallo de la comunicación y, ciertamente, se produjeron algunos accidentes que ayudaron a que la imagen de Reunión empeorara. A finales del 2004, con el cierre de Air Bourbon, muchos turistas se quedaron bloqueados en la isla, mientras que otros 7000 esperaban que les reembolsaran el dinero de sus billetes. En agosto de 2005, Brigitte Bardot escribió al Prefecto de la isla para denunciar el escándalo de los “perros cebo” que tanta repercusión tuvo en los medios, y que giraba en torno al uso de perros (y gatos) vivos como cebo para la pesca de tiburones. No fue hasta enero de 2006 cuando llegó el clímax de esta época negra con la máxima expansión de la fulminante epidemia chikungunya, fiebre viral reumática que se contagia por la picadura del mosquito Aedes Aegypti. Todo esto disuadió a los turistas de viajar a Reunión, por lo que los ingresos procedentes del turismo exterior disminuyeron en un 27%, provocando un duro golpe en el empleo del sector hostelero. Según el CTR la caída del turismo se debe en gran medida a los medios de comunicación, que habrían alarmado en exceso sobre la epidemia de chikunguña, ensuciando su imagen con la confusa publicidad sobre “el escándalo de los perros cebo” y exagerando las noticias sobre los ataques de tiburones. Por último, el hecho de correr el riesgo, debido a la cercanía, de contraer la neumonía asiática no ayudó a que se recuperara.
Dado que la crisis era sobre todo coyuntural, el CTR volvió a lanzar una campaña informativa, mientras que los profesionales se dirigieron a la metrópoli para pedir ayuda.
Tres meses después, tan solo tres de los sesenta millones de euros concedidos habían llegado a sus destinatarios:. si los grupos de talla internacional como las aerolíneas Bourbon o Accor fueron excluidos de este dispositivo de ayuda debido a la reglamentación europea los empresarios locales, por su parte, sufrieron para elaborar sus solicitudes.
El gobierno de Villepin prometió 4,5 millones. para la recuperación de turismo, un plan para rescatar Reunión como destino turístico, que se anunció para septiembre de 2006, fecha en la que, tras la invitación de Bertrand Delanoë –entonces alcalde de París– y con el apoyo del ayuntamiento de la capital francesa, se lanzó una campaña publicitaria, con la esperanza de recuperar el turismo entre los franceses de la metrópoli, los emigrantes reunioneses y los turistas extranjeros seducidos por las samosas y el punch criollos (unas empanadillas de verduras con curry y un cóctel de ron y frutas, respectivamente). Esta campaña en la Francia metropolitana se pudo ver tanto en los medios escritos, como en la televisión, así como por Internet. También se dedicó un presupuesto de unos 800.000 euros para acercar la isla de La Reunión a Alemania, Bélgica y Suiza.
Al mismo tiempo, el primer ministro francés encargó a la agencia Odit la creación de un informe que analizara los puntos fuertes y débiles de la oferta turística de la isla.
Al final del año 2006, el periódico autóctono Journal de l’île publicó un artículo sobre los principales problemas circunstanciales que escondían los verdaderos problemas estructurales de este sector. una mala elección de la clientela, un enfoque erróneo del “producto Reunión” en el mercado, múltiples obstáculos naturales y estructurales que no ayudan a la hora de hacer frente a la creciente competencia en el océano Índico.
El INSEE constató una cierta mejora en el sector en 2007 gracias al fin de la epidemia, sin embargo, los 380.500 visitantes y los 293 millones de euros que estos gastaron no bastaron para alcanzar el nivel anterior al 2006.

### A partir de 2007: esfuerzo y Perspectivas
En marzo de 2007, el compromiso adoptado en los años anteriores sobre la protección y revalorización del patrimonio natural desembocó, concretamente, en la creación del parque nacional de la isla Réunion. A principios del mes de enero de 2008 se presentó, bajo el título de “Picos, circos y aceras verticales”, la solicitud a la UNESCO para que la isla pasara a formar parte del patrimonio mundial.
Pese a que las cifras del último trimestre de 2007 dan fe de una cierta mejora del sector turístico, no logran alcanzar las de 2005. Según el INSEE, esta mejora se debe a que ha habido un aumento de la clientela en los hoteles de cuatro estrellas, sin embargo, los de menor categoría (de cero a dos estrellas) han visto su ocupación reducida a la mitad. y la tendencia, un trimestre más tarde, en el mes de marzo de 2008, sigue siendo la misma, según nos indican los datos.
El CTR, presidido por Jocelyne Lauret, ha sido sustituido por el Comité Regional de Turismo, que ha recibido el nombre de Turismo de la Isla Reunión (IRT) y cuyo Presidente es Pierre Vergès. El uno de octubre, La Casa del Mar y la Montaña, un equivalente de comité departamental de turismo que comercializa la oferta turística de la isla (sobre todo albergues), pasó a formar parte del IRT.
Dado que las cifras de turismo doméstico (150.000 turistas que han pasado una noche de media en un hostal, albergue u hotel) nos muestran un aumento de los ingresos, IRT lanza una campaña informativa destinada a los reunioneses entre junio y agosto de 2008 que incluyó una edición especial de la revista Tourisme Réunion, carteles, pegatinas, juegos y la inauguración de una página web interactiva.
En agosto2008 aunque las cifras de los seis primeros meses muestran un aumento frente al mismo periodo de 2007 (+ 5,8%), estamos lejos de obtener los resultados de 2005, parece que la isla aún no se ha recuperado. La asamblea de turismo que tuvo lugar el doce de septiembre fue la ocasión ideal para el encuentro mediático entre el gobierno francés y la región de Reunión.
La isla sigue insistiendo en la necesidad de facilitar los trámites para conseguir las visas y el gobierno en crear un comité estratégico sobre el turismo cuyo presidente sea Paul Vèrges, el prefecto.
En el congreso del 21 de noviembre de 2008 sobre el turismo en las regiones de ultramar que tuvo lugar en París, se firmó una « carta de destinación» entre el estado y Reunión. JY Jego anunció la organización de un grupo de trabajo para el tema de las visas, labor que ha servido para otras regiones de ultramar; la puesta en marcha de una plataforma interactiva sobre el ultramar francés (para la promoción del mercado que, de hecho, es la misma que la que ya posee la Casa de Francia); y el desarrollo de los vuelos de bajo coste. Además, todo viajero deberá tener un pasaporte « eco-turista». A partir de estos congresos las distintas intervenciones (presentación de la estrategia del Club Med, del grupo Accor...) se han orientado a sanear las bases del turismo (como la necesaria segmentación de la clientela) y al desarrollo de internet. Pese a todo, los participantes han reconocido que la clientela metropolitanta sigue siendo el principal flujo turístico para las provincias de ultramar.

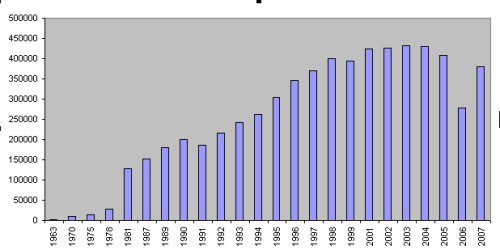
Número de turistas que llegaron anualmente a la Isla Reunión entre los años 1963 y 2007

### Mejoras en el 2014 en Adelante: Turismo Europeo
En el año 2014 visitaron la Isla Réunion 405,700 turistas extranjeros .
Los Turistas que provienen de Francia Metropolitana (Europa) son el 78 % del Total.
El número de turistas del resto de Europa aumenta muy fuertemente a un nivel sin precedentes: 32,400 turistas europeos (Fuera de Francia) visitaron la isla de Reunión en el 2014 que son casi 11,000 visitantes más (+ 49%). Este aumento se explica principalmente por el aumento de los visitantes Alemanes, los visitantes Suizos y Belgas representan el 77% de los turistas del resto de Europa. Por primera vez, el número de visitantes Alemanes supera el umbral de 10,000.

## Aspectos económicos
El turismo es al mismo tiempo un sector que genera empleos y una fuente de ingresos. El alojamiento y las comidas representan la mayor parte de lo que gastan los turistas, seguidos por las distracciones y la compra de recuerdos. Sin embargo, la Isla Reunión presenta un perfil peculiar.

### Clientela

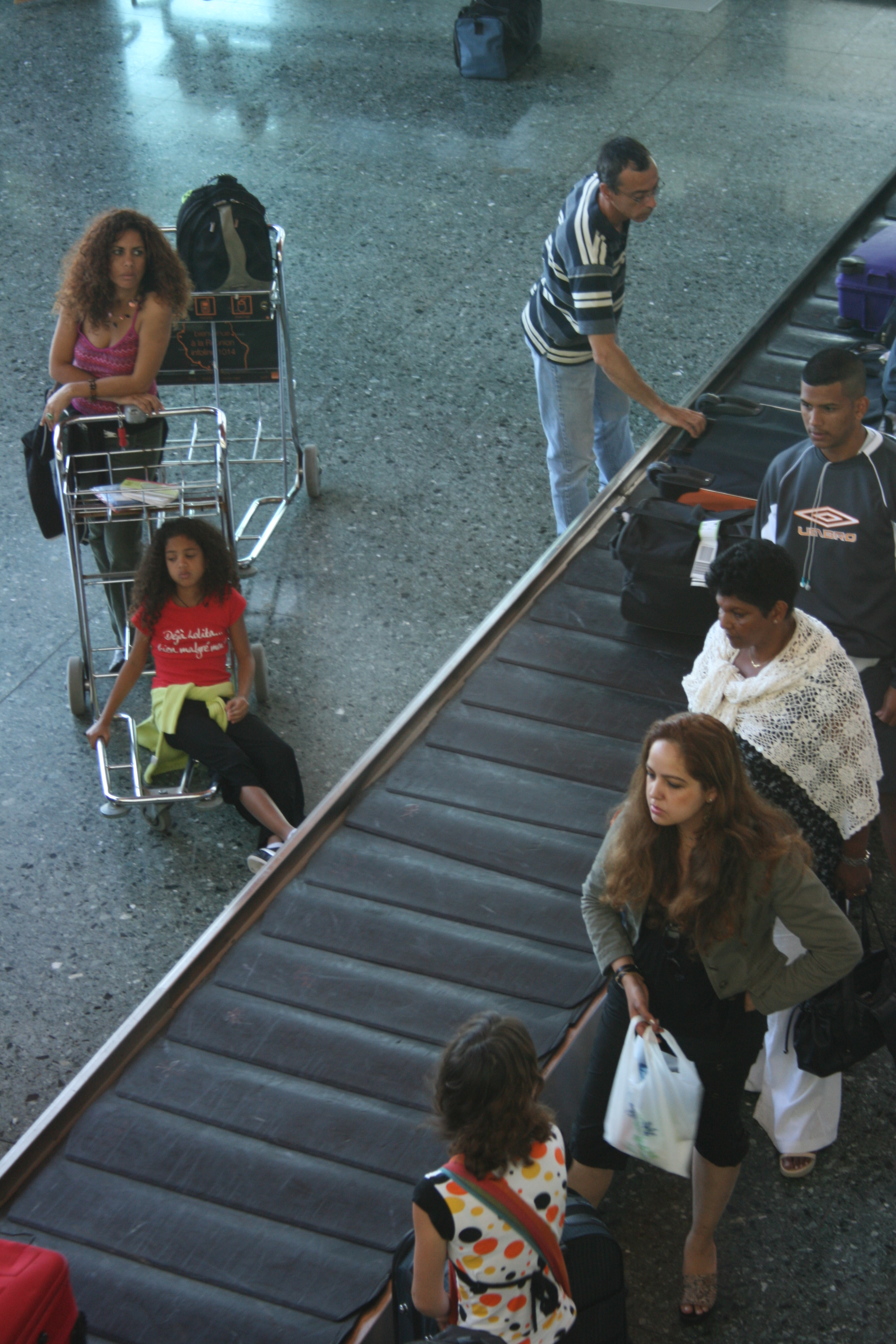
Turistas esperando alrededor de la cinta de maletas en el aeropuerto reunionés de Roland-Garros.

La mayoría de los turistas viajan por razones familiares (para visitar a amigos, familiares, etc.) y provienen de la metrópoli. En 2005, este tipo de turismo atrajo a 184 000 turistas, siendo Francia el principal país emisor, el cual superó el turismo por negocios que alcanzó los 50 000 visitantes en el mismo año. El turismo europeo más escaso lo representan principalmente los alemanes y los viajadores de países francófonos como Suiza y Bélgica. En último lugar, existe un turismo interior y un turismo de cercanía con visitantes oriundos de Mauricio, de Madagascar y de África del Sur que según la Agencia del Desarrollo de la Isla Reunión representan una cuota de mercado del 15%. De acuerdo con las llegadas en los aeropuertos, las estadísticas ponen de relieve que los turistas fuera del Océano Índico viajan solos, en pareja y raras veces en grupo de tres personas. Por consiguiente, Reunión no es un destino que seduce a las familias y la isla tampoco se destina a un turismo de masas.
Por no formar parte del espacio Schengen, Reunión no responde al mismo régimen de circulación que la Francia metropolitana. Los residentes de ciertos países como los comunitarios pueden entrar con un mero pasaporte válido, en cambio, los demás tienen que obtener un visado específico que no es fácil de conseguir. El estado y la región aún no han llegado a ningún acuerdo; la misma quiere abrir el mercado de la isla a inversores indios o chinos mientras que la prefectura recomienda que se consolide la imagen de la isla como destino turístico para los europeos.
Tras la publicación en noviembre de 2007 de los buenos resultados del sector hotelero de alta gama, Reunión ha intentado atraer a una clientela parecida a la que suele viajar a la Isla Mauricio, y procura depender menos del turismo de afinidad.

### Calendario turístico
Los índices de estacionalidad que se basan primero en el número de llegadas en los aeropuertos, en los alquileres de coche y en las visitas de los lugares de interés, van destacando dos períodos principales de concentración turística, uno en julio y agosto, que corresponde a las vacaciones escolares de verano en el hemisferio norte y al invierno austral, otro en octubre y noviembre que corresponde a la primavera austral. Sin embargo, dichos períodos no provocan variaciones de temporada para la hostelería cuya tasa de empleo no varía a lo largo del año (véase más abajo).

### Geografía del turismo

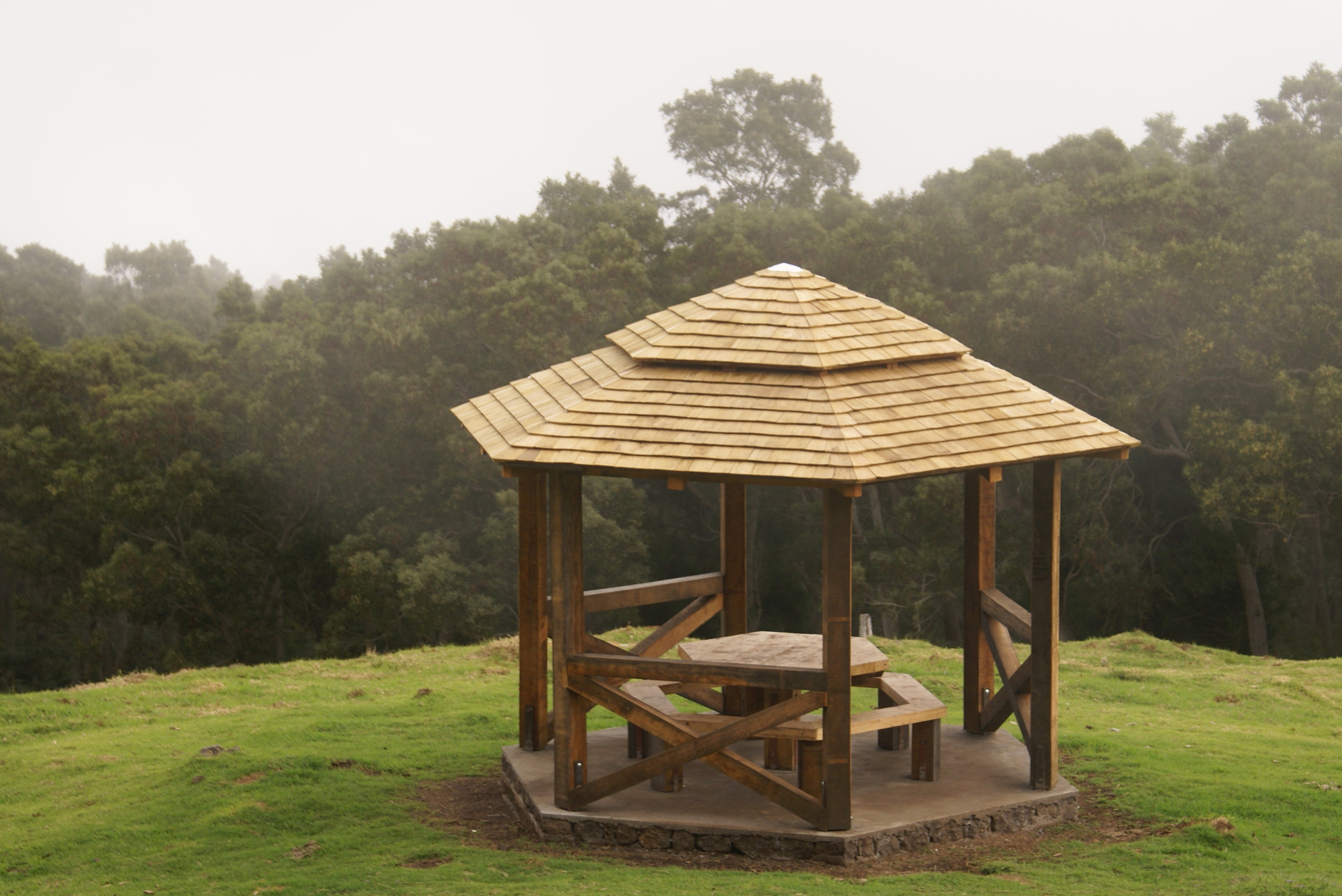
Quiosco turístico en el Maïdo.

El impacto turístico discrepa de una ciudad a otra, incluso en el interior de una misma ciudad. En 2000, la capital de la isla Saint-Denis, Saint-Paul con sus playas y la Plaine des Palmistes encabezaban la lista de las zonas más frecuentadas. A continuación, estaba Saint-Pierre, Cilaos y Saint-Leu. Al final de la lista, aparecían las ciudades de l’Entre-Deux y de Salazie, considerándose los demás municipios insulares como poco turísticos.
En los años 1990, el turismo de playa (Saint-Gilles) que también se conoce en Francia como turismo azul era el motor del desarrollo de la hostelería. No obstante, por el relieve del litoral solo afectó la parte oeste de la isla. El desarrollo de un turismo ecológico en las altas llanuras así como en los circos (Salazie, Cilaos y Mafate) conllevó a la aparición de apartoteles, de casas turísticas y rurales. Por muy encantadores que son los destinos como Mafate, al que solo se puede acceder a pie, los problemas de logística dificultan su abastecimiento e impiden el desarrollo de establecimientos de gama alta. Si bien el Pitón de la Fournaise es uno de los lugares más frecuentados, no existe ninguna infraestructura turística de gama alta en el sur de la isla, salvo el Palm Hotel de Petite Île. El sur, el centro y el este siguen siendo más bien zonas de excursión que de largas estancias.

### Empleo
En 2005, el instituto francés de estadísticas INSEE registró más de 6.000 empleos en el sector turístico. Con un escaso 3,1% de empleos relacionados con dicho sector, la isla se retrasa con respeto a la Francia metropolitana donde los empleos turísticos ocupan el 4,3% de los activos (datos del 2003). Primero, un 37,3% de los empleos está vinculado al alojamiento (rural o en hoteles), y, en segundo lugar a los servicios de restauración (18,6%). Las actividades deportivas y los transportes suponen otras fuentes importantes de creación de empleos. Estos empleos se concentran en las zonas más turísticas, sobre todo en el oeste y en Saint-Paul, y se caracterizan por una plantilla joven que no suele cobrar más que el salario mínimo.

### Medidas incentivas
Los poderes públicos intervienen en la promoción del turismo reunionés a través de ayudas a la inversión y a la explotación. La Isla Reunión es una zona ultraperiférica de la Unión Europa que de hecho, se beneficia de medidas derogatorias que le permiten obtener hasta el 75% del importe de los créditos de inversión productiva sobre fondos públicos.
Así es como la OPARCAT (Operación Programada de Planificación y de Restructuración del Comercio, de la Artesanía y del Turismo) define la ayuda a la inversión destinada a la creación, modernización y renovación, para las empresas turísticas, comerciales y de artesanía ubicadas en las zonas afectadas por el Plan de Ordenación de las altas llanuras. Estas ayudas destinadas al sector turístico y hotelero atañen al apoyo a las empresas de ocio, o a la creación de empresas, al apoyo al desarrollo, a la creación y a la renovación de los complejos hoteleros de la isla.
Luego, el FACT (Fondo de Ayuda para el Asesoramiento Turístico) permite la financiación de estudios de mercado.

### Ventajas

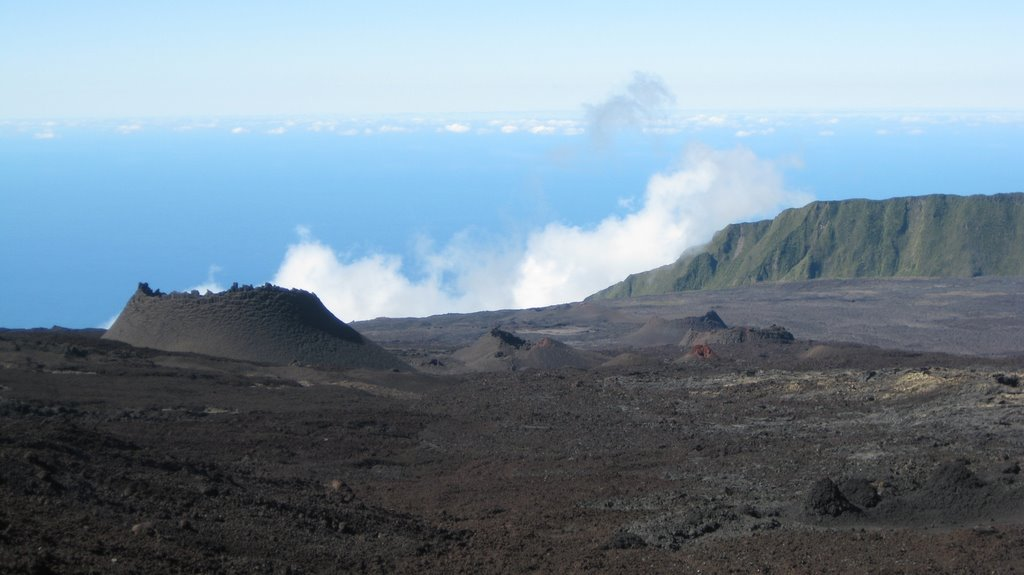
El Piton de la Fournaise

Entre las múltiples ventajas en las que los profesionales hacen hincapié·, cabe mencionar el clima tropical, la diversidad de las playas: lagunas con aguas poco profundas o spots de surf, playas de arena negra volcánica o de arena blanca arrecifal. Reunión que es una isla joven y que consta con una multitud de relieves, encantará por sus paisajes espectaculares y a menudo inaccesibles por carretera: selvas vírgenes, barrancos profundos, saltos de agua, calderas. El Pitón de la Fournaise, aún en actividad, no es peligroso. Asimismo, los operadores turísticos alaban el mestizaje y el carácter tolerante de la población, una cocina sabrosa, una forma de vivir típicamente criolla por las infraestructuras así como la seguridad y la comodidad que se pueden encontrar en cualquier departamento francés.
Su alejamiento y el precio del billete de avión son dos factores que explican por qué no es tan frecuentada, y sirven de argumento para fomentar el desarrollo de un turismo sostenible.

### Insuficiencias
- Una clientela poco diversificada

Si el turismo de afinidad es una ventaja, también conlleva una debilidad, ya que atrae hacia la Isla Reunión a veraneantes que gastan poco en alojamiento o restauración debido, habitualmente, a que son recibidos por la familia o los amigos. Este es el caso del 46% de los veraneantes en 2002. Además, la dependencia vis a vis de este turismo de afinidad ha revelado sus límites durante la crisis de chikunguña. En comparación con la cercana Isla Mauricio, que se dirige a una clientela más diversificada, Isla Reunión ha sufrido menos repercusiones de la epidemia en el turismo.
- Coste elevado del transporte aéreo

Isla Reunión es aún de difícil acceso y las tarifas practicadas por las compañías aéreas siguen siendo demasiado elevadas para una clientela de ingresos medios.
- Instalaciones mediocres

La oferta hotelera es insuficiente cuantitativa (6.000 habitaciones declaradas, mientras que a título comparativo, existen más de 30.000 en Isla Mauricio), y cualitativamente. La oferta también está distribuida de manera desigual, algunos de los destinos emblemáticos (como el Volcán, en el sur) están particularmente atrasados en este ámbito. La Cámara de Comercio e Industria de Isla Reunión reclama al Estado una liberación de las tierras estatales, lo que permitiría paliar esta deficiencia.
- Activos mal explotados en un mercado competitivo

Otro problema es la incertidumbre del posicionamiento de Isla Reunión dentro de un mercado competitivo. Con solo 44 kilómetros de playas frecuentadas en mayor medida por los nativos de la isla, ésta no puede competir con destinos que pueden reproducir el mapa de playas tropicales estereotipadas. La creación del Parc national des hauts, así como su inclusión al patrimonio de la UNESCO tratan de sacar provecho de otra imagen, la de un destino excepcional que ofrece hermosos paisajes y una biodiversidad única en el mundo. Pero esta reestructuración de la oferta implica una clientela distinta, acomodada y exigente, y por tanto, requiere esfuerzos en el hospedaje y la restauración que aún no se han completado.
- Poca profesionalidad y escasa visibilidad en Internet

De las páginas Web de e-turismo de Isla Reunión, que son cerca de 50, la mitad están redactadas únicamente en francés; el 50% en inglés y en francés, y solo trece páginas ofrecen información en alemán, mientras que los germanófonos están entre los turistas europeos no franceses que más visitan la isla. Sin embargo, a la vista de este descubrimiento, la región de Reunión despliega una plataforma de información y reserva turística llamada Soubik: la central de reservas IRT (antigua Maison de la Montagne et de la Mer y actual Centro de la Isla Reunión para el Turismo) utiliza también las herramientas de reserva ofrecidas por la plataforma, incluyendo su página Web www.reunion-nature.com. El portal de IRT es ahora www.reunion.fr, que también constituye uno de los productos de la plataforma. Esta página Web incluye una plaza de mercado turístico, individualmente equipado con herramientas de reserva y pago en línea y puesto a disposición por Soubik, que hace referencia a cada productor. Por ejemplo: https://web.archive.org/web/20130712234811/http://casenamaste.reunion.fr/
- Las carencias lingüísticas: se observan las mismas carencias lingüísticas en la formación del personal hotelero o en el de las oficinas de turismo. Una vez más, la Cámara de Comercio e Industria solicita al Estado fondos para la formación.[73]

## Los actores

### Organismos
- Formación:
  - IUP (Instituto Universitario Profesionalizado) de turismo: DEUG (Diploma de Estudios Universitarios Generales), diplomatura y licenciatura.
  - BTS (Certificado Técnico Superior), BEP (Certificado de Estudios Profesionales) y CAP (Certificado de Aptitud Profesional) de turismo en el Lycée Évariste de Parny, en el barrio de Plateau-Caillou.
  - El CENTHOR (Centro Técnico de Turismo, Hostelería y Restauración) ofrece formaciones en alternancia.
- El Estado: Ministro Delegado de Turismo, Maison de la France (Oficina de Turismo Nacional de Francia), ODIT (agencia pública francesa para el desarrollo e ingeniería turísticas).
- Región:
  - Dirección de Asuntos Económicos: subvenciones a los organismos: IRT (Île de la Réunion Tourisme —Centro de la Isla Reunión para el Turismo—), MMM (Movimiento Militante de Isla Mauricio), oficinas de turismo, hoteles, restaurantes, etc.
  - Dirección de TIC (Tecnologías de la Información y de la Comunicación): proyecto de plataforma de información y reserva turística llamada Soubik.
- Ile de la Réunion Tourisme (asociación creada en 1901 bajo el estatuto del Comité Regional de Turismo —CRT—, financiado en esencia por la Región) que integró el primero de octubre de 2008 a la Maison de la Montagne et de la Mer (equivalente al CDT —Comité Departamental de Turismo— con un servicio de reservas de tipo SRLA que ya había integrado, por sí misma, la Federación Regional de Turismo de La Reunión).[75]
- Agencia para el Desarrollo.
- DRACT (Delegación regional de Artesanía, Comercio y Turismo).
- CCIR (La comisión Turismo y Ocio de la Cámara de Comercio e Industria de la Isla Reunión).
- Oficinas de turismo. En Isla Reunión, las oficinas de turismo son con frecuencia asociaciones creadas en 1901 y financiadas por las comunas de la Régión:
  - Oficina de Turismo Intercomunal del Norte, con sucursales en Saint-Denis, Sainte-Marie y Sainte-Suzanne.
  - Oficina Municipal de Turismo de Saint-André (región este).
  - Oficina de Turismo Intercomunal del sur, con sucursales en Cilaos, Saint-Pierre y Le Tampon.
  - Oficina de Turismo del sur salvaje, con sucursales en Petite Ile, Saint-Joseph y Saint-Philippe.
  - Oficina de Turismo de Salazie.
  - Oficina de Turismo de l'Entre-Deux.
  - Territorio de la Costa Oeste (TCO) y Oficinas de Turismo de Saint Paul, Saint Leu, etc.

### Transportes
En cuanto a transportes aéreos exteriores se refiere, el mercado se reparte entre tres compañías basadas en la metrópoli: Air France, Air Bourbon y Corsairfly, y compañías implantadas en el Océano Índico: Air Mauritius y Air Austral. Treinta vuelos semanales enlazan Europa con Isla Reunión. Situado cerca de Saint-Denis, en el norte de la isla, Aeropuerto Roland Garros acoge a los jumbos. En el sur, en Saint-Pierre, el aeropuerto de Pierrefonds acoge los cortos y medios trayectos. Los vuelos en avión turístico o en helicóptero permiten descubrir la isla en línea recta, con tasas sugerentes para bajos presupuestos.
Los transportes marítimos desempeñan un papel importante en el turismo. Existen cruceros con destinación al Océano Índico que hacen pequeñas escalas en Isla Reunión (el transoceánico Océano Índico o el transoceánico de África), y también una pequeña flota sobre la base de la isla que organiza excursiones a lo largo de la costa. La compañía marítima italiana Costa planea que a partir de diciembre de 2008 salgan cruceros desde Isla Reunión hacia el Océano Índico.
Los transportes por carretera: Isla Reunión está muy mal comunicada en transporte público. El aeropuerto de Saint-Denis, por ejemplo, situado a ocho kilómetros de la ciudad, solo es accesible en taxi. Como consecuencia del turismo de afinidad, que garantiza a los recién llegados un recibimiento por parte de los amigos o de la familia, no hay nada previsto para los turistas individuales que vienen a descubrir la isla. La solución es el alquiler de coches, costosa elección para algunos presupuestos y a la que los turistas recurren habitualmente. La página Web interactiva de IRT ha recibido denuncias de turistas que reprochan a la Isla los embotellamientos que tanto les recuerdan a los de las grandes ciudades en la Francia metropolitana.
En 2005, el turismo concernía 35 PYMEs de transporte de viajeros aéreo, marítimo y por carretera en la Isla; dando empleo así a más de 2.000 personas.

### Alojamiento y restauración

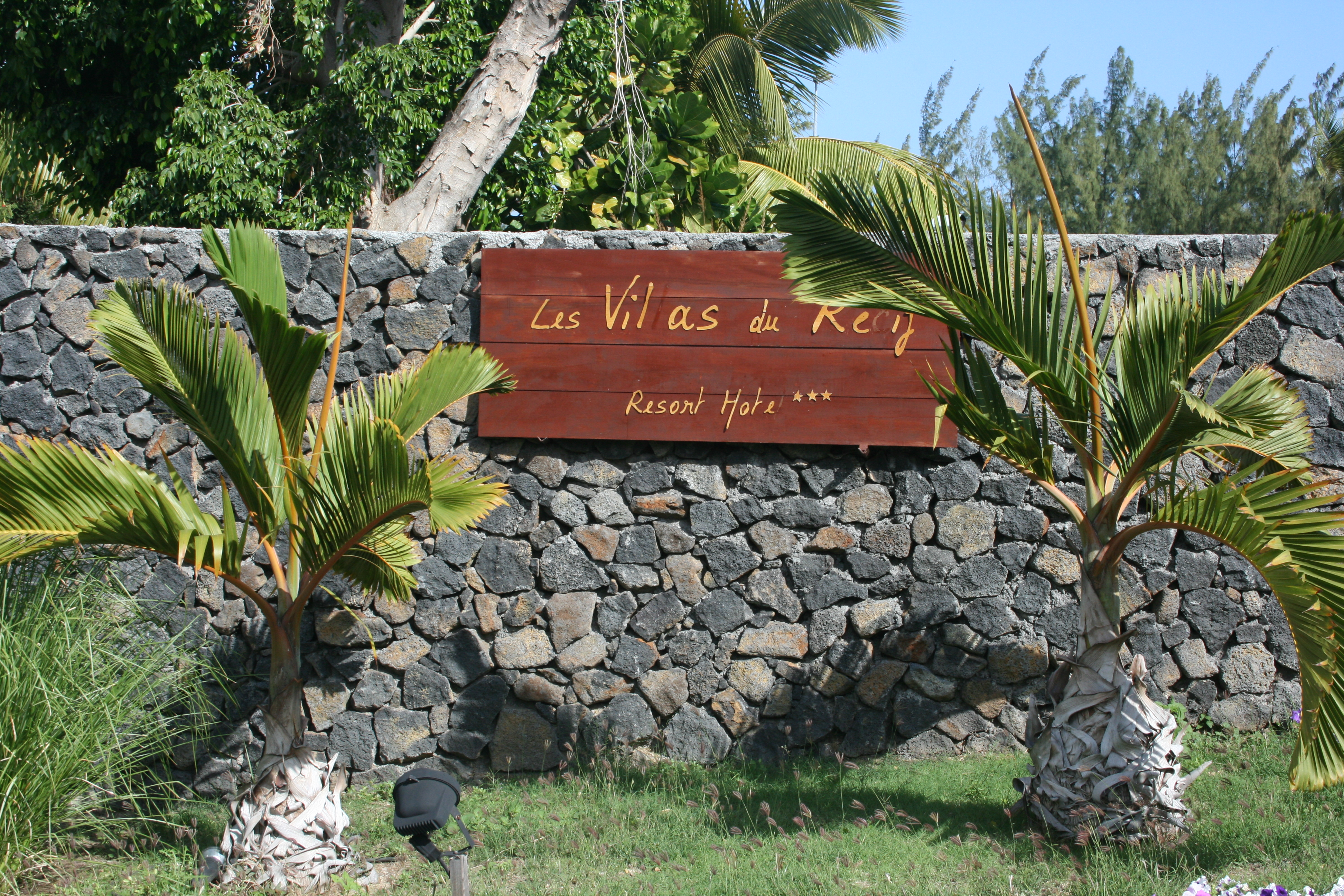
Placa a la entrada de Les Villas du Récif, un establecimiento hotelero en Saint-Gilles (La Réunion).

Las cifras del INSEE revelan que la mayoría de visitantes se alojan en casas de amigos o familiares. En segundo lugar encontramos que el turismo de placer se aloja en hoteles. El sector hotelero, que había tenido un débil desarrollo hasta los años 90, se ha visto muy beneficiado por el auge del turismo. El alojamiento se reparte entre hoteles (turismo de “sol y playa”) a lo largo del litoral y en albergues y apartamentos turísticos en el interior (turismo ecológico).

### Ocio

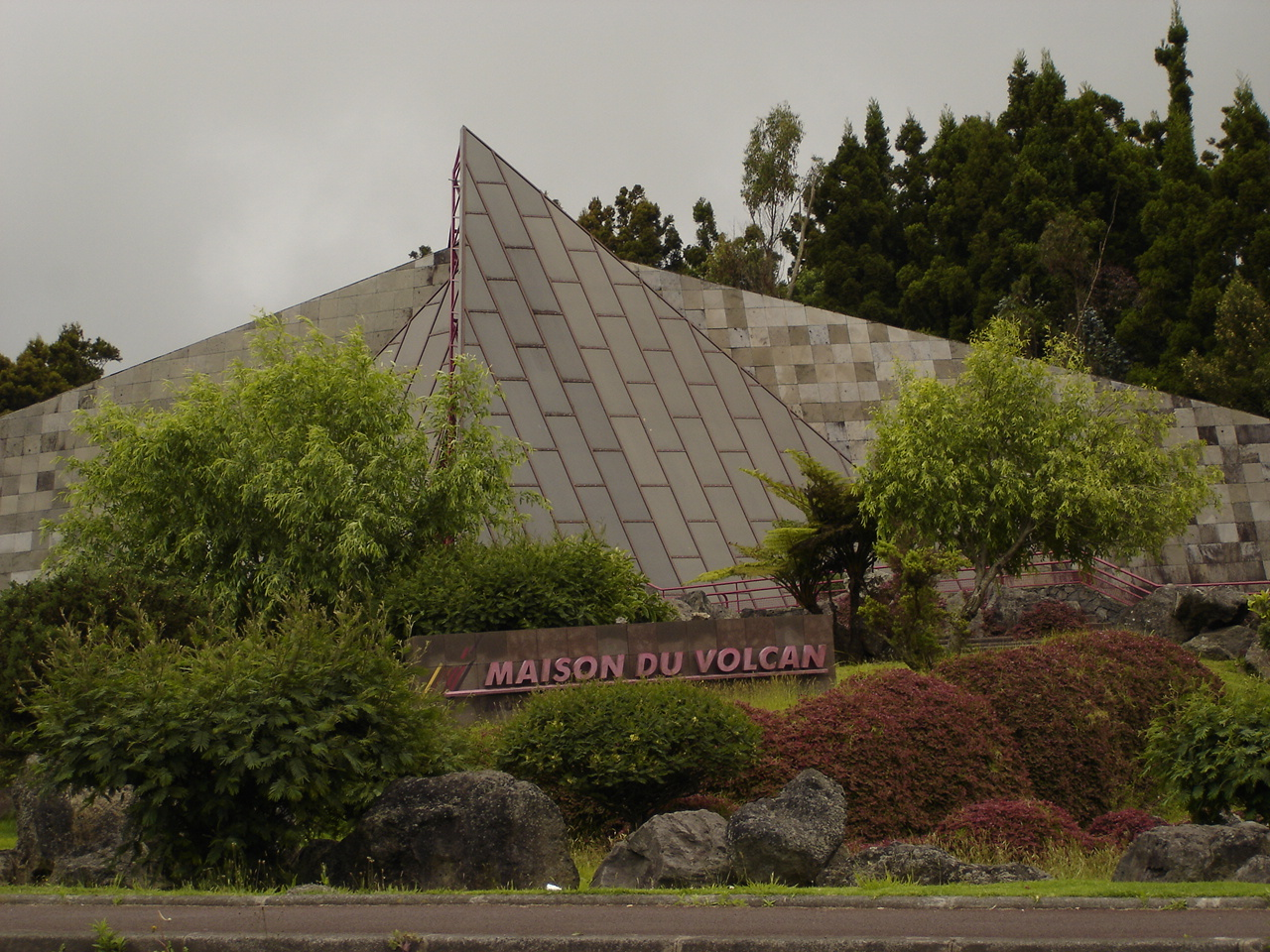
Arquitectura exterior de la Casa del Volcán.

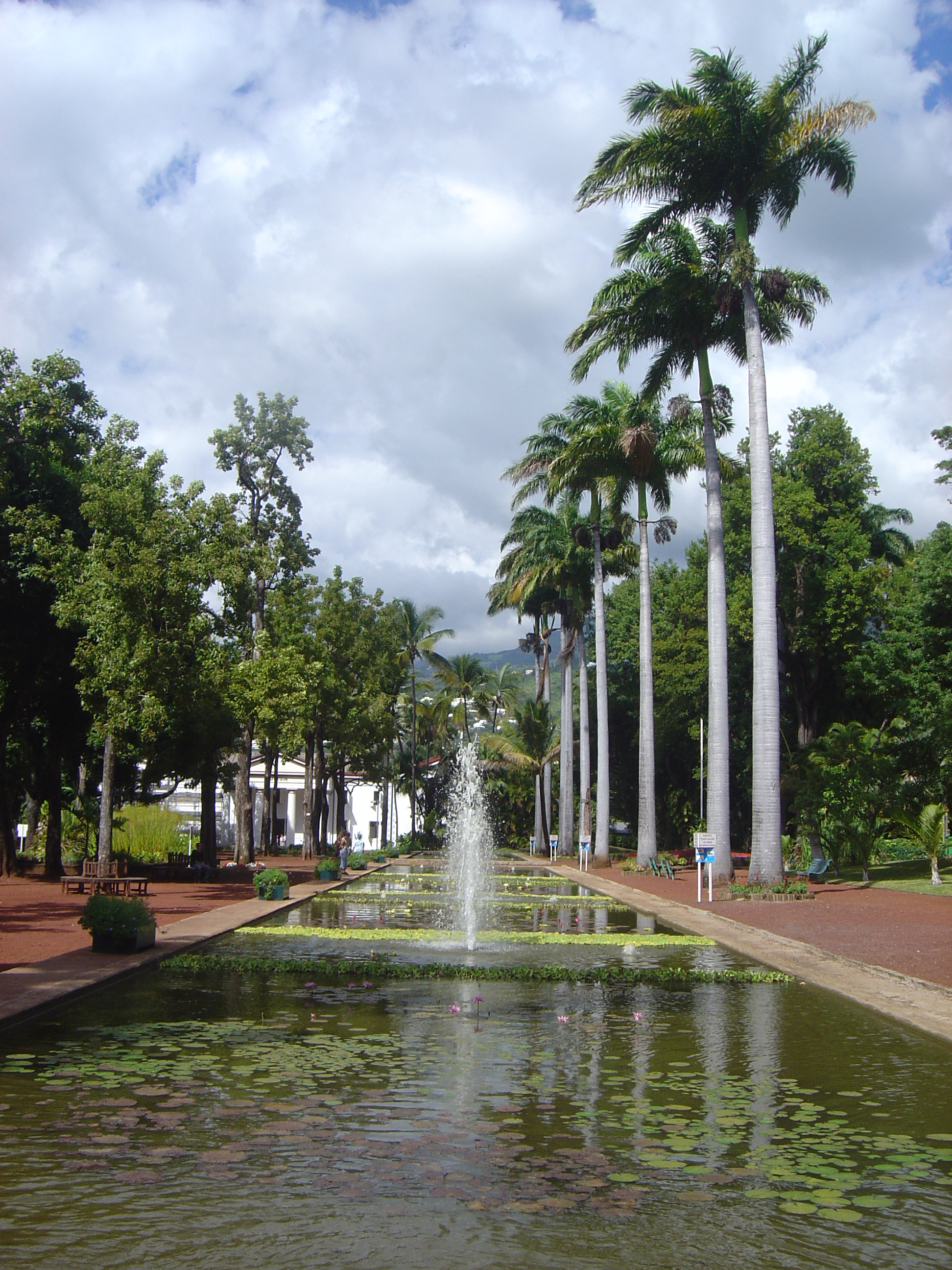
Estanque en el Jardín del Estado, Jardín Botánico en Saint-Denis (La Reunión).

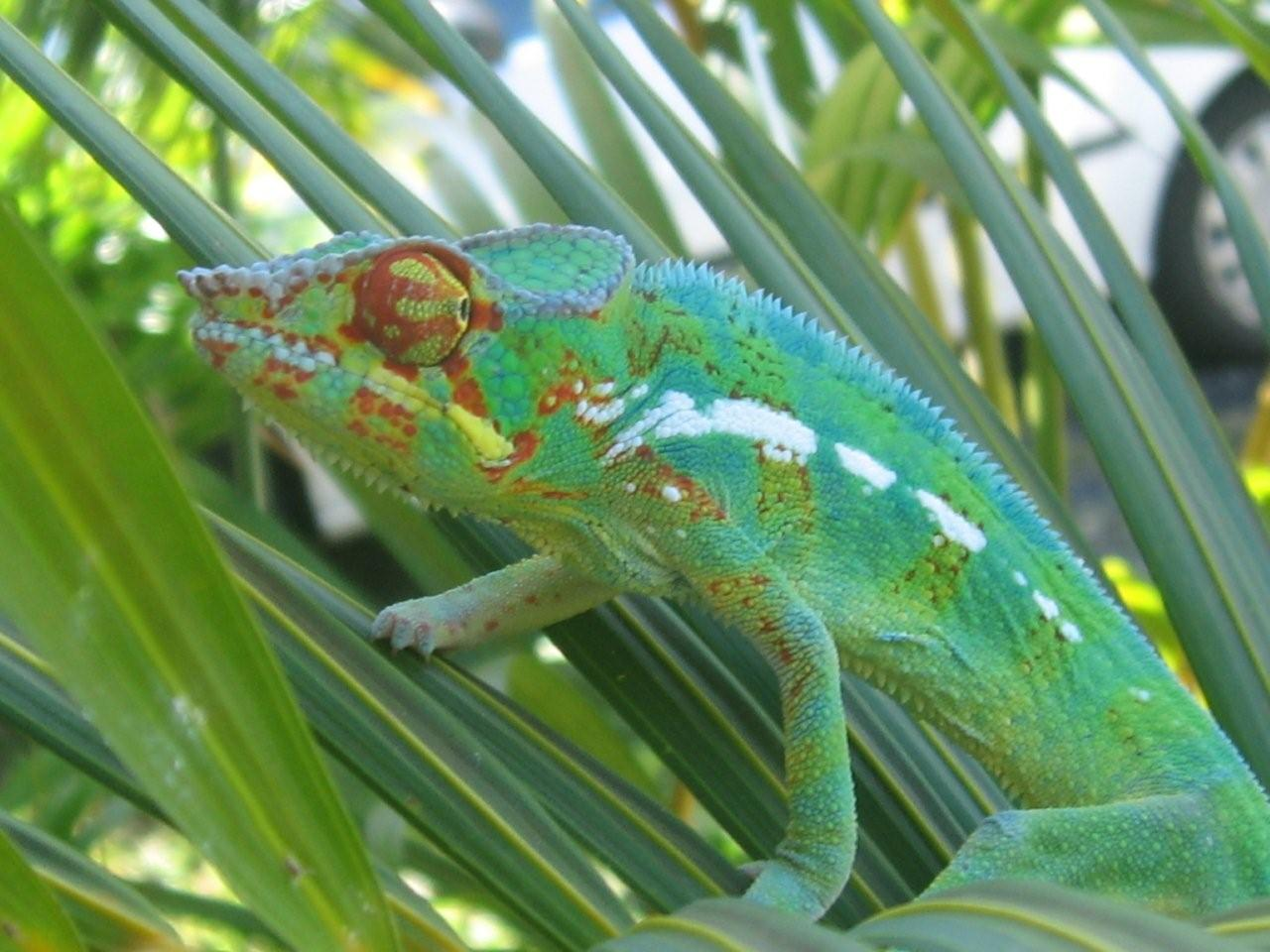
Camaleón también llamado "endormi" (dormido) por su aparente tranquilidad.

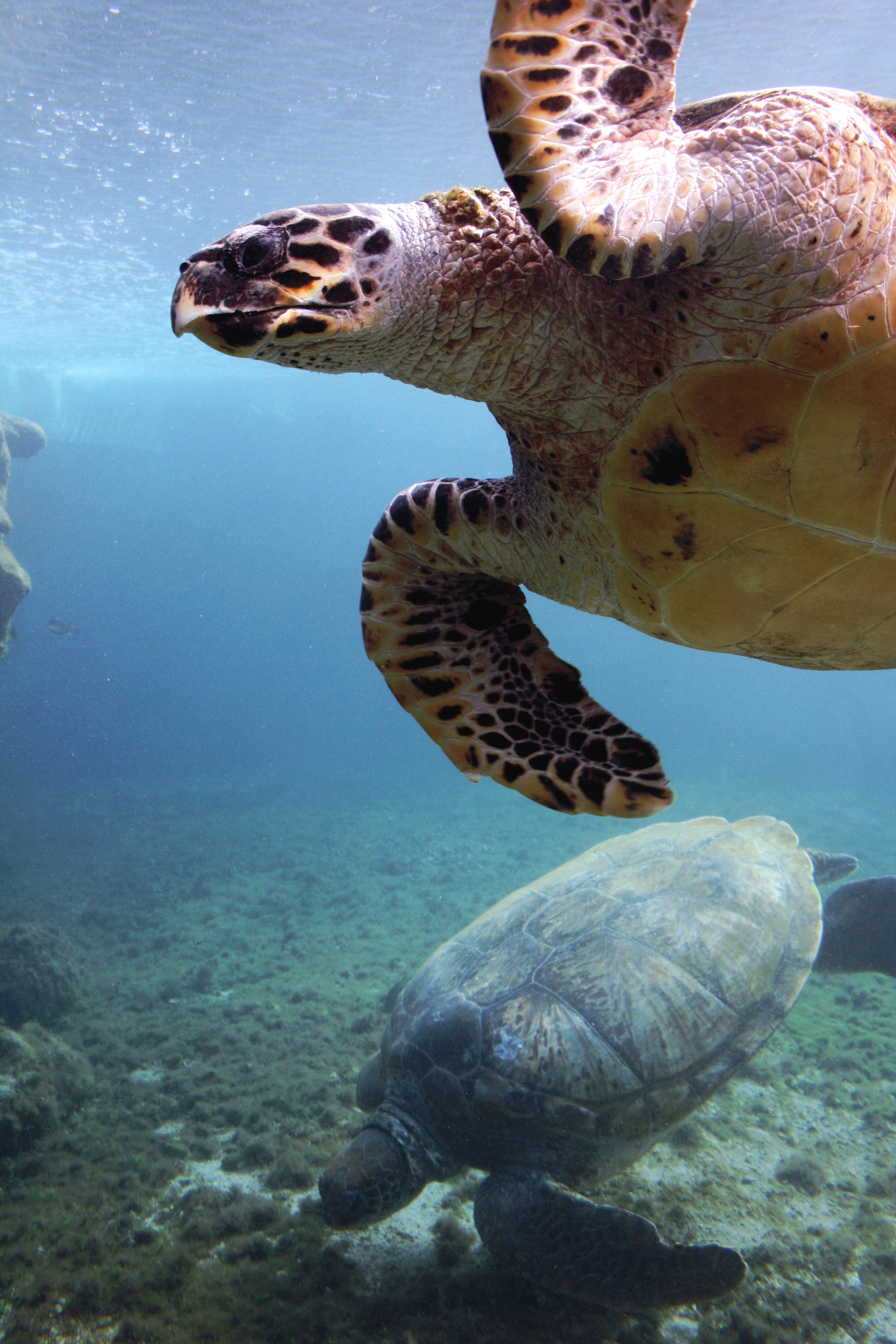
Tortugas marinas en Kélonia, un acuario público de Saint-Leu.

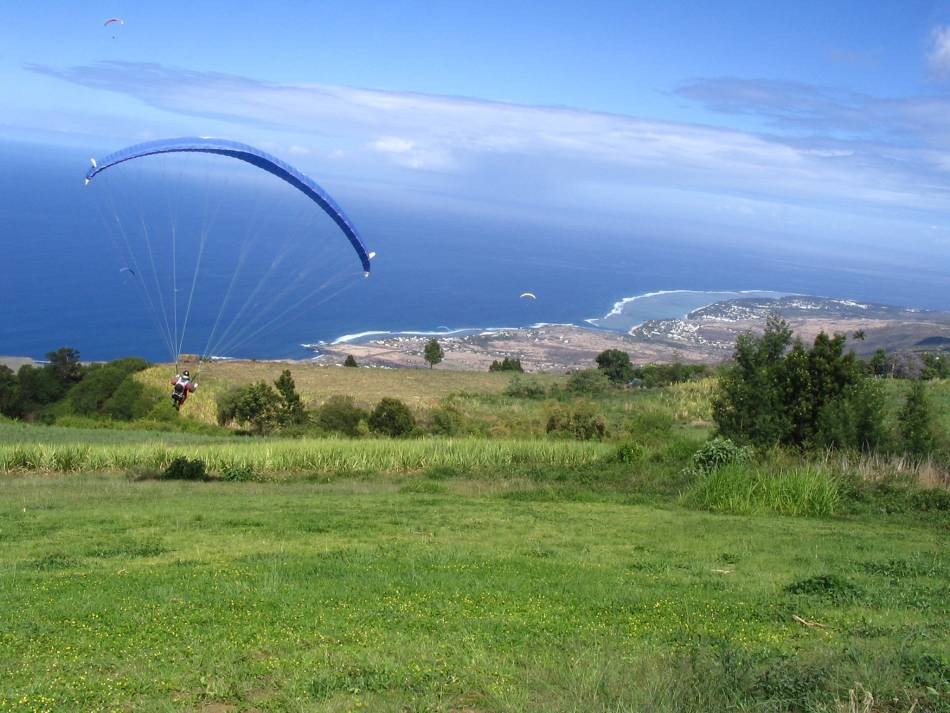
Parapentista en Les Hauts de Saint-Leu].

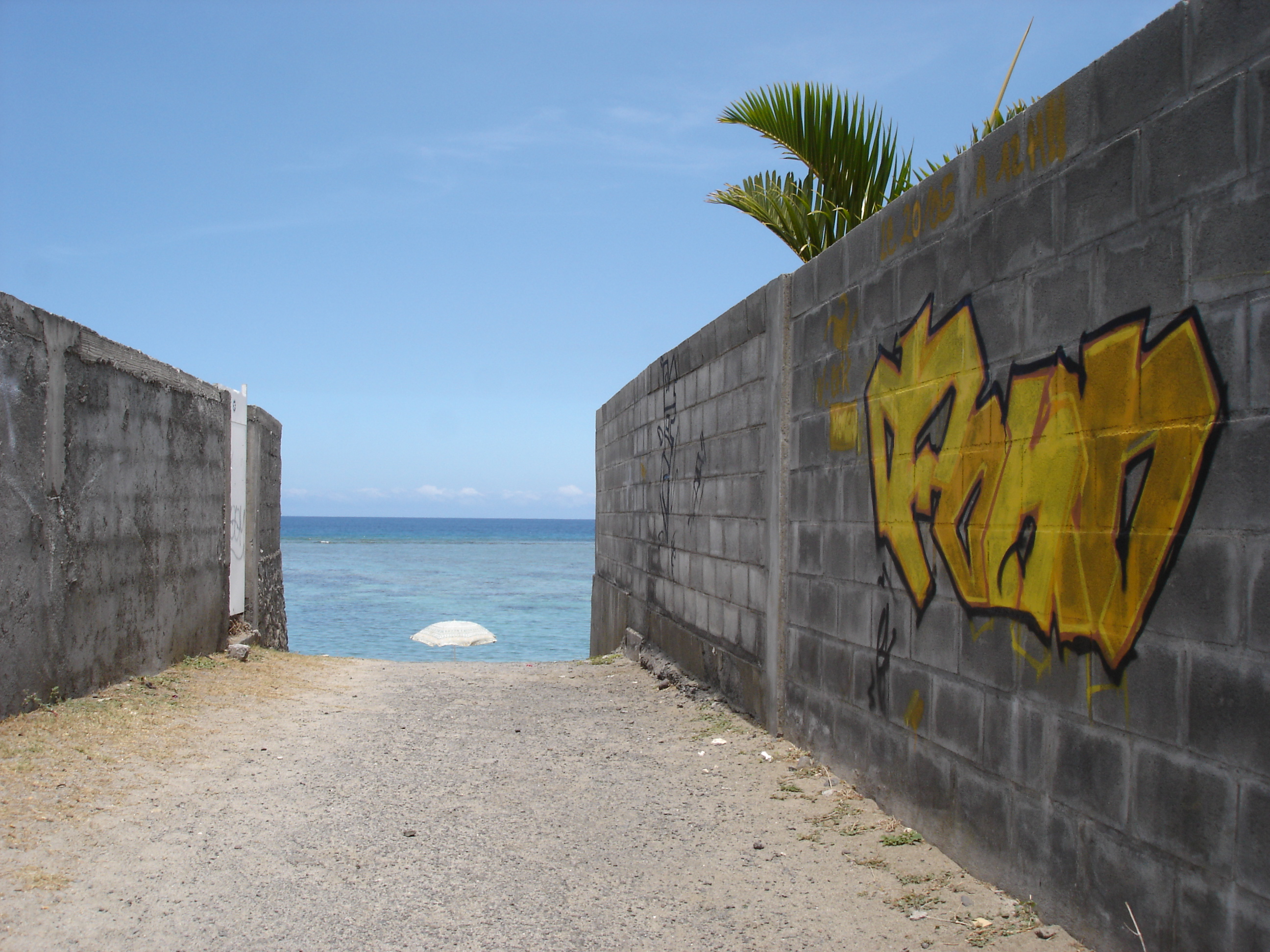
Acceso a una playa de Saint-Leu (La Réunion)

#### Patrimonio natural y cultural
- Patrimonio natural

La mayoría de las visitas son gratuitas y de fácil acceso: se puede admirar una cascada (Voile de la Mariée en Salazie, Cascada Niágara en Sainte-Suzanne), las vistas panorámicas de los circos (vista panorámica del Mafate desde el Maïdo o el Dos d’âne), el volcán o la lava fluyendo hacia el mar (“Tremblet”), etc.
Existen otras visitas que merecen la pena, a cambio de realizar una pequeña expedición (vista panorámica de los Makes, y del Trou de fer).
- Edificios religiosos

También se pueden realizar visitas a Mezquitas, Templos Chinos o Tamiles, la sorprendente Iglesia de Sainte-Anne o la Iglesia Milagrosa de Sainte-Rose.
Se pueden visitar y conocer los artesanos de los pueblos gracias al programa “Villages créoles”.
Las oficinas de turismo organizan a menudo “Excursiones de Patrimonio” que permiten descubrir una temática en particular; la arquitectura e historia de una calle: “la Réunión des religions” (la Reunión de las religiones).
- Museos, Eco-Museos y Lugares patrimoniales
  - Brasseries de Bourbon. Casa de la Cerveza Dodo en Saint-Denis (La Reunión).
  - Casa del Volcán en Bourg-Murat.
  - Museo Léon-Dierx en Saint-Denis (La Reunión).
  - Museo Stella Matutina|Stella Matutina en Saint-Leu (La Reunión).
  - Museo de la población en Cilaos.
  - Salinas et Museo de la sal en Saint-Leu.
  - Aquarium de la Reunión en Saint-Gilles (La Reunión).
  - Cementerio marino de Saint-Paul en Saint-Paul (La Reunión).
  - Faro de Sainte-Suzanne en Sainte-Suzanne (La Reunión).
  - Conservatorio de tortugas marinas en Saint-Leu (Reunión).

- Parques y Jardines

La Reunión posee una rica flora, parte de ella endémica.
- - El Domaine du Grand Hazier en Sainte-Suzanne.
  - Jardín del Estado en Saint-Denis (La Reunión).
  - Jardín de Cenicienta en La Montagne (La Reunión).
  - Jardín del Eden en Saint-Gilles (La Reunión).
  - Conservatorio botánico de Mascarin en Saint-Leu (La Réunion).
  - Jardín natural en Saint-Leu.
  - Jardín Exótica en Pierrefonds.
  - El vieux domaine en Ravine des Cabris.
  - Casa del Cúrcuma en Saint-Joseph.
  - Jardín de los perfumes y las especias en Saint-Philippe (La Réunion).
  - Bananalandia en Piton Sainte-Rose.
  - Villa Folio en Hell-Bourg.
  - Cooperativa de la Vainilla en Bras-Panon.
  - Casa de la Vanille en Saint-André.
  - Los senderos botánicos (Plaine des Palmistes).

#### Turismo deportivo
- Barranquismo

Esta joven isla de acentuados desniveles y notable pluviometría, donde el agua desciende por todas sus abruptas pendientes, ofrece una gran variedad de recorridos para todos los niveles, llegando a niveles de gran dificultad como en el Trou de Fer. El barranquismo permite aventurarse en paisajes que permanecerían inaccesibles de otro modo, donde podemos observar órganos basálticos, fuentes de agua caliente, toboganes naturales, cascadas y piscinas naturales en el corazón de una vegetación tropical. En toda la isla, aunque más específicamente en Cilaos y Salazie, existen numerosos recorridos de descenso. En el este, en la Rivière des Roches (Río de las rocas) se puede practicar senderismo acuático.
- Parapente

El tipo de relieve y una meteorología muy favorable, hacen que haya más de 300 días al año propicios para volar en parapente y apreciar los paisajes. El Oeste de la isla consta de 3 lugares de despegue (Saint-Leu, Bellemène et Dos d'Âne).
Las competiciones (Copa de Francia, Copas del Mundo….) se organizan con regularidad en St Leu.
En 2007 se celebró la primera edición de la competición internacional “La Rute de los Tamarins World Cup Series”, que era un enorme circuito en proceso de construcción, de media altura y constaba de numerosas e impresionantes construcciones.
- Buceo Submarino

Los lugares son variados y propicios tanto para la iniciación como para la exploración profunda, para descubrir corales y peces de colores (peces loro, peces ángel, peces trompeta, peces payaso…). Existen numerosos clubes de buceo en la marina de Saint-Gilles (La Réunion)|Saint-Gilles y en Saint-Leu (La Réunion).
- Senderismo ecuestre

Los paisajes más bellos de la isla pueden ser recorridos y descubiertos a lomos de los caballos de Mérens (cheval). Las rutas ecuestres surcan el Maïdo, el Grand Étang (Saint-Benoît (La Réunion)), la Plaine des Cafres.
- Surf

La Costa Oeste de La Reunión ofrece varias zonas de calidad para surfistas de todos los niveles, entre ellas encontramos la "gauche de Saint-Leu", clasificada entre una de las tres mejores olas del mundo.
- Mountain Bike

El alquiler de MTB y los recorridos en autobús están muy bien organizados, especialmente en el Maïdo, para recorrer (y oler) los campos de geranios y también en el volcán para atravesar las zonas lunares.

#### Turismo de sol y playa
En el 2007 las aguas de baño, tras ser analizadas por el Ministerio Sanidad, fueron declaradas de buena calidad. También en el 2006, a excepción de las playas de Boucan-Canot et Saint-Pierre donde las pruebas realizadas mostraron aguas de calidad media. La playa de St Leu y las de St Paul poseen el distintivo de playa con Bandera Azul 2007/2008